# Antoine Crozat

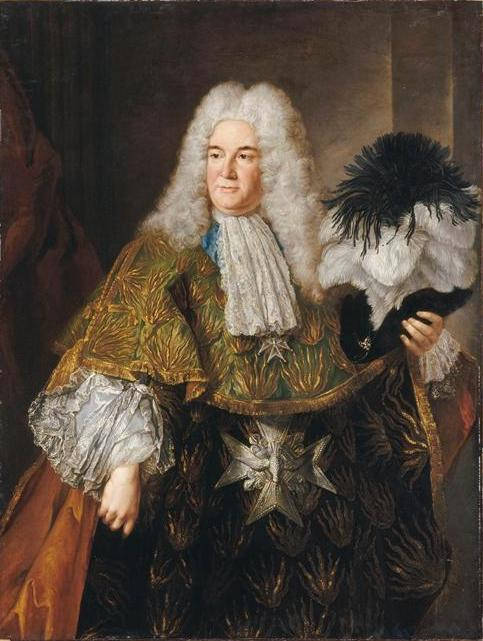
Portret van Crozat door Alexis Simon Belle

Antoine Crozat, markies van Châtel (Toulouse, gedoopt 24 april 1655 – Parijs, 7 juni 1738) was een Franse zakenman en bankier. Hij maakte fortuin in de belastingpacht en de koloniale handel, aanvankelijk ook door kaperschepen uit te reden. Onder koning Lodewijk XIV kreeg hij een handelsmonopolie in Louisiana (1712-1717) en rustte hij de drie schepen uit die in 1715 bezit namen van Mauritius. Ondanks zijn voortdurende speculaties, manipulaties en afpersing, behield Crozat het vertrouwen van de machthebbers. Hij financierde de Oorlog van de Liga van Augsburg en de Spaanse Successieoorlog. Hij gold als een van de rijkste Europeanen van zijn tijd en de voornaamste slavenhandelaar. Na zijn dood werd deze self made man nagenoeg vergeten.

## Leven
Antoine Crozat droeg dezelfde naam als zijn vader, een koopman die de zoon was van een bescheiden mutsenmaker uit Albi. Crozat senior vestigde zich in Toulouse en begon een van de grootste vermogens van de stad te vergaren. Niettegenstaande meerdere veroordelingen voor het aanmatigen van adellijke status, werd hij in 1674 als capitoul in het stadsbestuur opgenomen, waarmee hij meteen ook tot de ambtsadel toetrad. Ondertussen plande hij de opleiding van Antoine Crozat junior, het eerste kind uit zijn tweede huwelijk met Catherine de Saporta: hij liet hem rechtenstudies volgen met het oog op een carrière in de zaken- en bankwereld.
De jonge Crozat begon zijn carrière als klerk en kassier van Pierre-Louis Reich de Pennautier. In 1682 kocht hij het ambt van taille-ontvanger van Saint-Papoul, dat hij liet uitoefenen door zijn broer. In 1689 werd hij ontvanger-generaal van de generaliteit Bordeaux en verliet hij zijn mentor Pennautier. Als lid van een consortium kocht Crozat met andere financiers in 1697 de tabakspacht over van Madame de Maintenon. Dit hield een monopolie in op de 2,5 miljoen pond tabak die jaarlijks door de Caraïbische kolonie Saint-Domingue werd verkocht. Het consortium verlaagde de aankoopprijs die aan de planters werd betaald en het verhoogde de verkoopprijs in Europa. Dit veroorzaakte een kwantitatieve en kwalitatieve daling van de productie, wat consumenten naar de concurrerende tabak uit Maryland, Virginia en Carolina dreef. Crozat meende dat het winstgevender was suikerriet te verbouwen op Saint-Domingue. 
Eveneens in 1697 stichtte Crozat mee de Compagnie royale de la mer du Sud, een onderneming die clandestien handel dreef met de Spaanse koloniën. Dit vergrootte zijn fortuin aanzienlijk. In 1701 trad Crozat toe tot de Compagnie de Guinée, die de driehoekshandel tussen Nantes en Saint-Domingue verzorgde. Terwijl het minimum van duizend slaven per jaar nauwelijks werd gehaald, wenste Lodewijk XIV met een nieuwe impuls – waarvan Crozat deel uitmaakte – het transport van menselijke waar op te drijven naar drieduizend. De financier slaagde erin om definitief van de tabaksplanters af te komen en de op slavernij gebaseerde suikerteelt te verspreiden.
De troonsbestijging van Filips V van Spanje, kleinzoon van Lodewijk XIV, maakte mogelijk dat Crozat en zijn vennoten in 1701 de Asiento de negros verwierven, zijnde het monopolie op de levering van slaven in de Spaanse koloniën. Met 40% was het aantal doden op de middenpassage zo abominabel, dat het quotum van vierduizend slaven per jaar niet werd gehaald. Als onderdeel van de vrede na de Spaanse Successieoorlog verloren de Fransen op 26 maart 1713 de Asiento aan de Engelsen. Crozat, die zich beklaagde dat zijn compagnie "slechts" 11.000 van de 30.000 voorziene slaven had kunnen verkopen en 14 van de 34 slavenschepen had verloren, eiste op hoge toon een schadevergoeding van 1,5 miljoen livres. Hij maakte daarmee geen indruk op de Engelsen, al zouden er nog tot 1772 juridische verwikkelingen zijn.
Ondertussen gebruikte Crozat zijn fortuin om zijn maatschappelijke positie te verbeteren. In 1705 kocht hij het ambt van koninklijk raadsheer-secretaris in de Grote Kanselarij. In 1708 volgde hij Louis-Joseph de Bourbon op als heer van Vendeuil en in 1714 verwierf hij de baronie Thiers.
Een nieuwe deal met koning Lodewijk XIV volgde in 1712, toen Crozat het alleenrecht verwierf om handel te drijven in Frans Louisiana. Dit reusachtige gebied in Noord-Amerika lag geprangd tussen de Spanjaarden op de Pacifische kust en de Engelsen op de Atlantische kust, waardoor het moeilijk te exploiteren was. Crozat richtte de Compagnie de la Louisiane op, die op zoek ging naar edele metalen. Ze mocht ook elk jaar een slavenschip overbrengen. De introductie van slaven zette de relatie met de indianen onder druk, en bemoeilijkte zo het leven van de pelsjagers ten noorden van de Mississippi. Er volgden tal van gewelddadige conflicten, culminerend in de afslachting van de Natchez op 28 november 1729. Uiteindelijk kon Crozat de kolonie, waarin hij een voorschot van 1,25 miljoen livres had gestoken, niet rentabiliseren. De verhoopte verbinding met Mexico kwam er niet en hij concentreerde zijn aandacht weer op het financieel florissante Saint-Domingue.
De dood van Lodewijk XIV in 1715 ontnam Crozat een grote steun. Hoewel hij de regent Filips van Orléans financieel bijsprong, richtte deze een Kamer van Justitie op, die een onderzoek instelde naar malversaties, misbruik en woeker ten nadele van de schatkist. Crozat kreeg een taks van 6,6 miljoen livres opgelegd, maar bleef ook onder de regent in de gunst staan. Vlak na diens aantreden werd hij benoemd tot groot schatbewaarder van de Orde van de Heilige Geest (1715-1724), en het bedrag van de taks werd naderhand substantieel teruggebracht. Niettemin zag hij zich gedwongen afstand te doen van verschillende privileges. Louisiana en de tabakspacht kwamen in 1717 in handen van de Schotse bankier John Law.
Vanaf 1716 begonnen de Franse autoriteiten de clandestiene handel met Spaans-Amerika in ernst te bestrijden. Bovendien verboden ze de verkoop van Oost-Indische zijde in het belang van de binnenlandse fabrikanten. Dit was een probleem voor drie Bretoense Zuidzeevaarders die Crozat had uitgereed en die in Kanton Chinese waar hadden ingeslagen. Crozat dokterde met de Antwerpenaar Paulo Jacomo Cloots een formule uit die toeliet deze schepen in Oostende te laten binnenlopen (1717-1718). Hoewel de vendities daar fictief waren en de uiteindelijke afzetmarkt in de Republiek der Verenigde Provinciën lag, was dit een belangrijke stimulans voor de Oost-Indiëvaart vanuit Oostende. Crozat en Cloots waren de spilfiguren in een consortium dat in 1718-1723 een dozijn privévaarten op de Oost organiseerde vanuit Oostende. Dit was de opmaat naar de Oostendse Compagnie, die meteen ook een einde maakte aan deze private activiteiten.
Crozat werd in 1727 een van de directeurs van het bedrijf, geleid door Paul Henri Caignard de Marcy, dat het Picardische kanaal wilde aanleggen tussen Saint-Quentin op de Somme en Chauny op de Oise. De concessie werd verleend in 1732, maar de werken vorderden traag en uiteindelijk werd alleen het gedeelte tussen Saint-Quentin en Pont voltooid. Het werd in gebruik genomen in 1738, het jaar van Crozats dood.

## Patrimonium
Een groot deel van het vermogen van Crozat werd geïnvesteerd in vastgoed. Hij kocht en verkocht tientallen kastelen. In Parijs bezat hij het Hôtel de Soyecourt op de Place des Victoires. Op de nieuwe Place Vendôme liet hij de architect Pierre Bullet in 1700-1703 het Hôtel Crozat optrekken, waar hij woonde tot 1738. Ernaast liet hij dezelfde architect het Hôtel d'Évreux bouwen voor zijn dochter.
Voorts wierp hij zich op als kunstmecenas en -verzamelaar. Na zijn benoeming in de Orde van de Heilige Geest organiseerde hij maandelijks een concert. Ook legde hij een schilderijencollectie aan met veel Hollandse en Vlaamse meesters. Ze werd door zijn nakomelingen in 1772 verkocht aan tsarin Catharina de Grote, samen met de nog grotere collectie van zijn broer Pierre Crozat. Dit was de kern waarrond het Hermitage in Sint-Petersburg groeide.

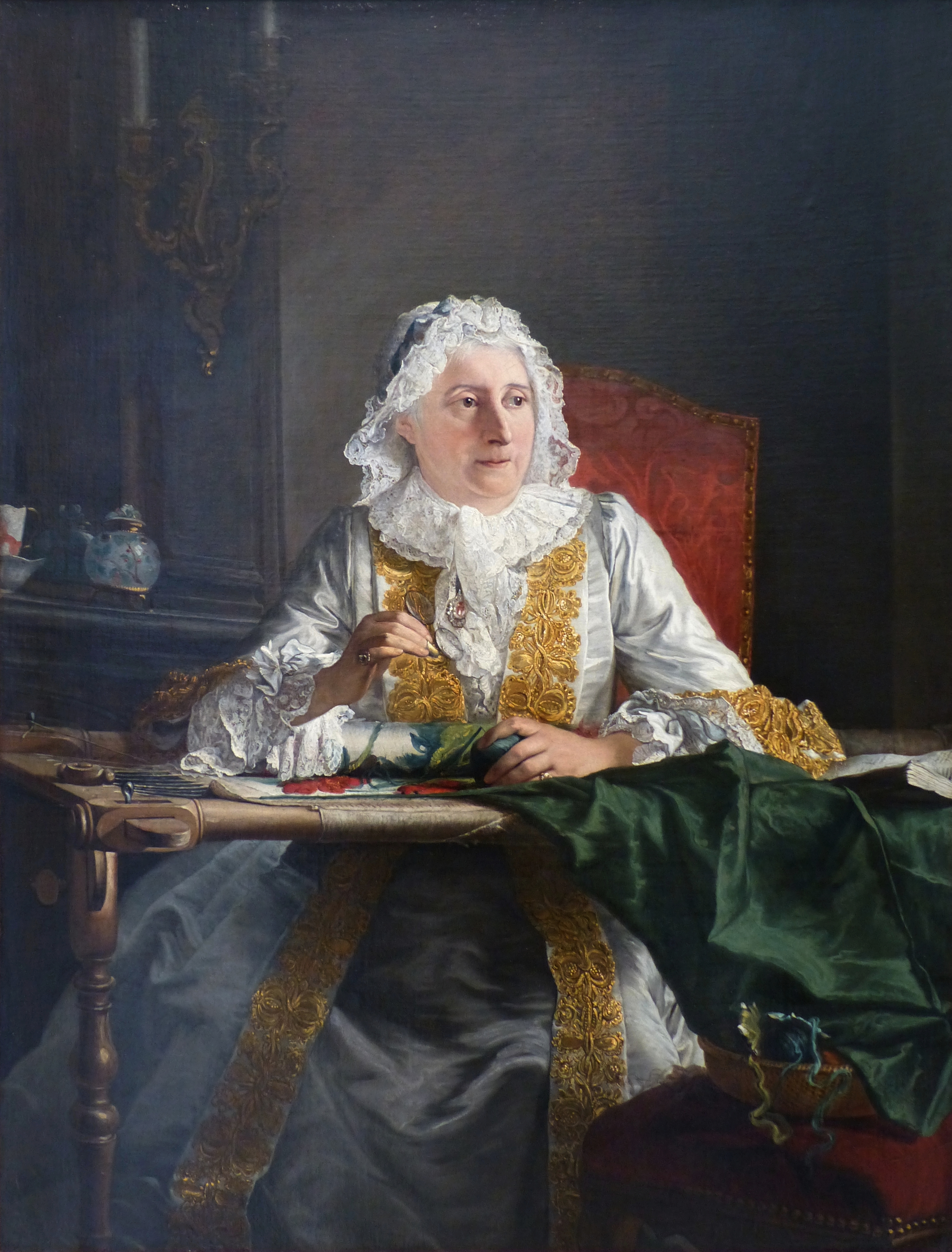
Portret van Madame Crozat (Jacques Aved, 1741)

## Familie
Crozat trouwde in 1690 met Marguerite le Gendre d'Armeny (1670-1742), met wie hij drie zonen en een dochter had:
- Louis-François Crozat (1691-1750)
- Marie-Anne Crozat (1695-1729)
- Joseph-Antoine Crozat (1699-1750)
- Louis-Antoine Crozat (1700-1770)

Hij dirigeerde zijn kinderen niet naar de financiële wereld, maar kocht hen heerlijkheden en posities in het leger en in de hooggerechtshoven. Voor de adel mocht hij dan een pretentieuze en ongecultiveerde parvenu zijn – zie ook het ongenadige portret in de Mémoires van Saint-Simon –, het kostte hem weinig moeite om zijn kinderen te koppelen aan huwelijkspartners van hoge geboorte. Zo trouwde zijn dochter Marie-Anne met Louis-Henri de La Tour d'Auvergne (1679-1753), graaf van Évreux. Van de bruidsschat liet deze aan de westrand van Parijs tussen 1715 en 1722 een hôtel particulier bouwen. Dit Hôtel d'Évreux zou in de loop van de tijd uitgroeien tot het Élysée, het presidentiële paleis van de Franse Republiek.

## Voetnoten
1. ↑  Ménard 2017, p. 18
2. ↑  Martti Koskenniemi, To the Uttermost Parts of the Earth. Legal Imagination and International Power, 1300–1870, 2021, p. 523-524
3. ↑  Ménard 2017, p. 177
4. ↑  Degryse 2001, p. 168-169
5. ↑  (fr) L'Aisne sous l'Empire. Archives Aisne (2014). Geraadpleegd op 8 maart 2025.
6. ↑  Rosalie Mac Quaide, The Crozat Concerts 1720-1727. A Study of Concert Life in Paris, Phil. diss., New York University, 1978
7. ↑  (en) The Acquisition of Baron Pierre Crozat’s Collection. Hermitage Museum. Geraadpleegd op 21 september 2024.

- Biblioteca Nacional de España: XX5085571
- Bibliothèque nationale de France: cb171341663 (data)
- Gemeinsame Normdatei: 117664898
- International Standard Name Identifier: 0000 0000 3082 9152
- Library of Congress Control Number: n87921708
- RKD-Nederlands Instituut voor Kunstgeschiedenis: 432293
- SNAC: w6cj98k3
- Système universitaire de documentation: 234684399
- Virtual International Authority File: 30319571
- WorldCat: E39PBJr3vBDhrFH3xkHgQmxRrq